# Adventures of Kotetsu
Adventures of Kotetsu (яп. 小鉄の大冒険 Приключения Котэцу) — японская эротическая манга, созданная Минору Татикавой. Выпускалась издательством Wanimagazine с июня 1992 года по июнь 2001 года, всего выло выпущено 9 серий манги. Также по её мотивам студией Daia был выпущен мини-сериал, состоящий из двух OVA-серий по 30 минут. Сериал также был выпущен на территории США с английским дубляжем.

## Сюжет
Линн Судзуки, молодая девушка-воин сбегает от своего учителя, так как тот слишком жёсткого обращался с ней и отправляется в Токио. Там девушка по чистой случайности встречает эксцентричного детектива по имени Михо Куон. Впечатленная боевыми способностями девочки (Линн победила в два счёта шайку уличных хулиганов), Михо решает пристроить её где-нибудь в городе, хотя и сомневается в правдоподобности её предыстории. Для этого она связывается со своим братом Тэцуином, который раньше работал ассистентом Мико.
Однако Линн не подозревает, что Михо в результате многочисленных расследований нажила себе множество врагов из высшего общества. В частности руководство коррупционной строительной компании нанимает волшебника Тацую Микадо, чтобы тот убил Михо. При этом волшебника, после того, как тот убьёт Михо должна убить другая женщина, работающая наёмной убийцей. Однако волшебник Тацуя вскоре передумывает убивать Михо и сама же Линн находит в его привлекательным.

## Роли озвучивали
- Юко Миямура — Котэцу
- Каэ Араки — Адзами
- Кикуко Иноуэ — Куон Михо
- Мако Хуодо — Кагари
- Масами Кикути — Руюя
- Синьитиро Мики — Мукай
- Юко Миямото — Линн Судзуки

## Критика
Критик сайта Anime News Network похвалил сериал, отметив, что изначальную задумку «большая грудь и большие пушки» режиссёр Юдзи Морияма сумел удачно воплотить в данных сериях. Критик также похвалил аниме за его необычную и интересную историю, хорошее чувство юмора и внешность персонажей и качественный английский перевод для аниме. Kotetsu no Daibouken получила рейтинг A.